# 互助 (组织理论)

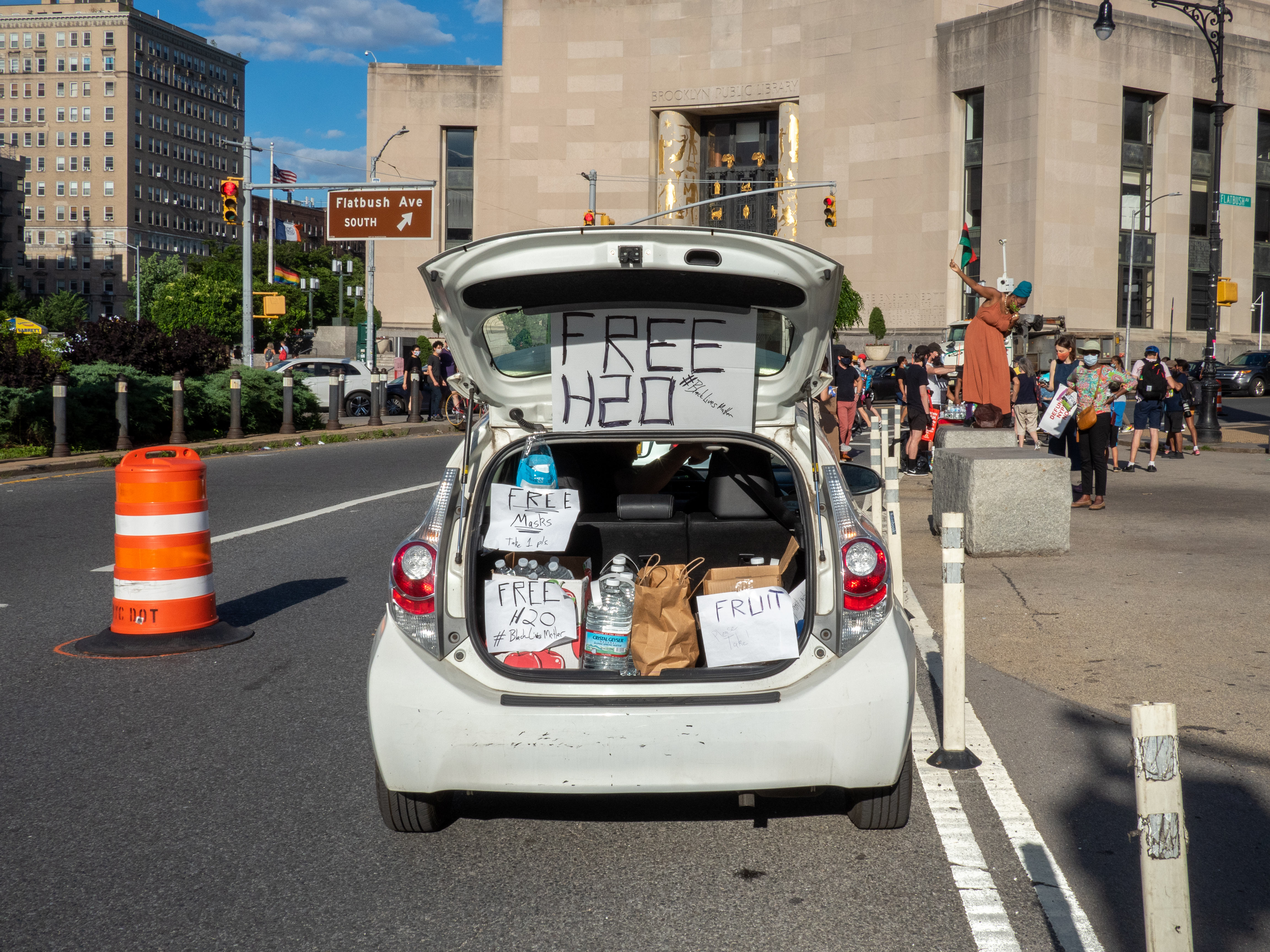
乔治·弗洛伊德之死引发的示威活动中，乔治·弗洛伊德之死在纽约引发的示威活动一辆被用于分发免费矿泉水及其他各类物资的汽车

在组织理论中，互助是指人们为了互利自愿交换资源和服务。人们也可以在政治中进行互助，通过承担照顾彼此的责任来改变政治环境。
互助能给人们提供食物、医疗、补给以及救灾品。